# Villeneuve-lès-Charnod
Villeneuve-lès-Charnod ist eine ehemalige französische Gemeinde mit 84 Einwohnern (Stand: 1. Januar 2017) im Département Jura in der Region Bourgogne-Franche-Comté. Sie gehörte zum Arrondissement Lons-le-Saunier.
Der Erlass des Präfekten vom 15. Dezember 2016 legte mit Wirkung zum 1. Januar 2017 die Fusion von Villeneuve-lès-Charnod zusammen mit der früheren Gemeinde Aromas zur neuen, gleichnamigen Commune nouvelle Aromas fest.

## Geografie
Villeneuve-lès-Charnod liegt am südlichen Rand des Départements an der Grenze zum benachbarten Département Ain etwa 38 Kilometer südsüdwestlich von Lons-le-Saunier und etwa 24 Kilometer nordwestlich von Bourg-en-Bresse.
Umgeben wird Villeneuve-lès-Charnod von den Nachbargemeinden und dem anderen Ortsteil der Commune nouvelle:
|                        | Montlainsia                                 |                  |
| Montfleur              | Kompassrose, die auf Nachbargemeinden zeigt | Charnod          |
| Nivigne et Suran (Ain) | Aromas (Ortsteil)                           | Thoirette-Coisia |

## Geschichte
1821 wurde die bisherige Gemeinde Faverges-lès-Charnod eingemeindet.

## Bevölkerungsentwicklung
| Villeneuve-lès-Charnod: Einwohnerzahlen von 1793 bis 2020                                                                  | Villeneuve-lès-Charnod: Einwohnerzahlen von 1793 bis 2020 | Villeneuve-lès-Charnod: Einwohnerzahlen von 1793 bis 2020 | Villeneuve-lès-Charnod: Einwohnerzahlen von 1793 bis 2020 | Villeneuve-lès-Charnod: Einwohnerzahlen von 1793 bis 2020 |
| --- | --------------------------------------------------------- | --------------------------------------------------------- | --------------------------------------------------------- | --------------------------------------------------------- |
| Jahr |                                                           |                                                           |                                                           | Einwohner                                                 |
| 1793 | 1793                                                      |                                                           | 305                                                       | 305                                                       |
| 1800 | 1800                                                      |                                                           | 265                                                       | 265                                                       |
| 1806 | 1806                                                      |                                                           | 285                                                       | 285                                                       |
| 1821 | 1821                                                      |                                                           | 233                                                       | 233                                                       |
| 1831 | 1831                                                      |                                                           | 345                                                       | 345                                                       |
| 1836 | 1836                                                      |                                                           | 341                                                       | 341                                                       |
| 1841 | 1841                                                      |                                                           | 334                                                       | 334                                                       |
| 1846 | 1846                                                      |                                                           | 298                                                       | 298                                                       |
| 1851 | 1851                                                      |                                                           | 314                                                       | 314                                                       |
| 1856 | 1856                                                      |                                                           | 283                                                       | 283                                                       |
| 1861 | 1861                                                      |                                                           | 289                                                       | 289                                                       |
| 1866 | 1866                                                      |                                                           | 265                                                       | 265                                                       |
| 1872 | 1872                                                      |                                                           | 269                                                       | 269                                                       |
| 1876 | 1876                                                      |                                                           | 265                                                       | 265                                                       |
| 1881 | 1881                                                      |                                                           | 272                                                       | 272                                                       |
| 1886 | 1886                                                      |                                                           | 271                                                       | 271                                                       |
| 1891 | 1891                                                      |                                                           | 240                                                       | 240                                                       |
| 1896 | 1896                                                      |                                                           | 217                                                       | 217                                                       |
| 1901 | 1901                                                      |                                                           | 196                                                       | 196                                                       |
| 1906 | 1906                                                      |                                                           | 193                                                       | 193                                                       |
| 1911 | 1911                                                      |                                                           | 190                                                       | 190                                                       |
| 1921 | 1921                                                      |                                                           | 168                                                       | 168                                                       |
| 1926 | 1926                                                      |                                                           | 141                                                       | 141                                                       |
| 1931 | 1931                                                      |                                                           | 138                                                       | 138                                                       |
| 1936 | 1936                                                      |                                                           | 131                                                       | 131                                                       |
| 1946 | 1946                                                      |                                                           | 136                                                       | 136                                                       |
| 1954 | 1954                                                      |                                                           | 111                                                       | 111                                                       |
| 1962 | 1962                                                      |                                                           | 72                                                        | 72                                                        |
| 1968 | 1968                                                      |                                                           | 58                                                        | 58                                                        |
| 1975 | 1975                                                      |                                                           | 52                                                        | 52                                                        |
| 1982 | 1982                                                      |                                                           | 55                                                        | 55                                                        |
| 1990 | 1990                                                      |                                                           | 63                                                        | 63                                                        |
| 1999 | 1999                                                      |                                                           | 65                                                        | 65                                                        |
| 2006 | 2006                                                      |                                                           | 84                                                        | 84                                                        |
| 2013 | 2013                                                      |                                                           | 77                                                        | 77                                                        |
| 2020 | 2020                                                      |                                                           | 84                                                        | 84                                                        |
| Quelle(n): EHESS/Cassini bis 1999, INSEE ab 2006 Anmerkung(en): Ab 1962 offizielle Zahlen ohne Einwohner mit Zweitwohnsitz |                                                           |                                                           |                                                           |                                                           |